# ヨセフス・ニコラウス・ローレンティ
ヨセフス・ニコラウス・ローレンティ（Josephus Nicolaus Laurenti、または Joseph Nicolaus Laurenti、本名はJoseph Nicolaus Lorenzであると考えられる、1735年12月4日 - 1805年2月17日）は、オーストリアの医師、動物学者である。両生類、爬虫類の初期の研究者である。

## 生涯
ウィーンで生まれた。医師の免許を取る前に、地方の巡回医師（Feldsher）として働いた。著書の『医師のための毒物の実験の概要』（"Specimen Medicum, Exhibens Synopsin Reptilium Emendatam cum Experimentis circa Venena":1768）は両生類、爬虫類の研究の歴史に重要な著作で、この著書のなかで、ローレンティは、30の両生類・爬虫類の属を定義し、ヒキガエル属（Bufo）、アマガエル属（Hyla）、イグアナ属（Iguana）、ユウダ属（Natrix）などヨーロッパの代表的な両生類・爬虫類の属に命名した。それまでは例えば1758年に発刊されたリンネの『自然の体系』の10訂版でも、両生類・爬虫類の属については10の属しか記載されていなかった。ローレンティはさらに多くの種も記載した。この著作ではオーストリアの両生類と爬虫類の毒性が記述された。

## 著作
- Specimen Medicum, Exhibens Synopsin Reptilium Emendatam cum Experimentis circa Venena (1768), 214 Seiten + 5 Tafeln (Text online im Göttinger Digitalisierungscenter)